# Aechmioides
Aechmioides é um gênero de traça pertencente à família Agonoxenidae.